# Dicranomyia (Zelandoglochina) crassipes
Dicranomyia (Zelandoglochina) crassipes is een tweevleugelige uit de familie steltmuggen (Limoniidae). De soort komt voor in het Australaziatisch gebied.